# Arizonakoraalslang
De arizonakoraalslang (Micruroides euryxanthus) is een slang uit de familie koraalslangachtigen (Elapidae) en de onderfamilie Elapinae.

## Naam en indeling
De wetenschappelijke naam van de soort werd voor het eerst voorgesteld door Robert Kennicott in 1860. Oorspronkelijk werd de wetenschappelijke naam Elaps euryxanthus gebruikt. Het geslacht Micruroides werd beschreven door Karl Patterson Schmidt in 1928. De arizonakoraalslang is de enige soort uit het monotypische geslacht Micruroides.

## Verspreiding en habitat
De soort komt voor in delen van Noord- en Midden-Amerika in het zuidwesten van de Verenigde Staten en het noorden van Mexico. In de VS komt de slang voor in de staten Arizona en New Mexico en in Mexico in de deelstaten Sonora, Sinaloa, Chihuahua, Jalisco en Nayarit. De habitat bestaat uit droge tropische en subtropische bossen en gematigde bossen, hete woestijnen en meer gematigde woestijnen.

## Beschermingsstatus
Door de internationale natuurbeschermingsorganisatie IUCN is de beschermingsstatus 'veilig' toegewezen (Least Concern of LC).

## Ondersoorten
De soort wordt verdeeld in drie ondersoorten die onderstaand zijn weergegeven, met de auteur en het verspreidingsgebied.
| Naam                              | Auteur                 | Verspreidingsgebied                           |
| --------------------------------- | ---------------------- | --------------------------------------------- |
| Micruroides euryxanthus australis | Zweifel & Norris, 1955 | Mexico (Chihuahua, Sonora, Sinaloa)           |
| Micruroides euryxanthus           | Kennicott, 1860        | De overige delen van het verspreidingsgebied. |
| Micruroides euryxanthus neglectus | Roze, 1967             | Mexico (Sinaloa)                              |